# Forteresse de Bohus
La forteresse de Bohus (Bohus fästning en suédois) est un château fort situé sur un îlot du Nordre älv dans le Sud de Kungälv en Suède. 
Il marque la frontière méridionale de la province historique de Bohuslän, laquelle porte son nom.

## Histoire

### Le château fort médiéval (1308–1570)
Le château fort de Bohus est construit par le roi de Norvège Håkon V en 1308 pour défendre la frontière méridionale de son royaume. Il joue un rôle important dans l'histoire de la Norvège. En effet, dès 1320, la chancellerie norvégienne s'y installe.

Dix ans plus tard, il devient le siège du gouverneur sous le règne du roi de Suède-Norvège Magnus Eriksson et Blanche de Namur. 
Au Moyen Âge, le château est une importante place de rencontre des hommes et femmes de pouvoir.
Les seigneurs de Bohus semblent puissants puisque l'impôt qu'ils demandent pour naviguer sur le fleuve force la ville de Lödöse à se rapprocher de l'embouchure. Le château subit plusieurs attaques sans être pris.

Ce qui lui donne la réputation d'être le château le plus fort de Scandinavie.
Pendant la guerre scandinave de Sept Ans (1563-70), le château est assiégé six fois par les Suédois, mais jamais pris.

### Le château de la Renaissance (1570–1658)
Au début du XVIIe siècle, le château renaît après la guerre nordique de Sept Ans, considérablement agrandi avec des bastions d'artillerie. Le château fort médiéval se transforme en un magnifique château de la Renaissance sous la direction de l'architecte du roi de Danemark Christian IV, Hans van Steenwinckel l'Ancien. La plupart des travaux qu'il entreprit sont toujours en cours au milieu du siècle.
En 1613, la ville du nouveau Kungälv (Ny-Kongelf) s'installe sur l'île du château après que la vieille ville, jusqu'alors à plusieurs kilomètres en aval sur le Nordre älv, a brûlé.
Le traité de Roskilde de 1658 cède la forteresse dano-norvégienne à la Suède. La garnison danoise quitte la place en ayant tout brulé et détruit : vivres, armes et archives. Le 30 mars 1658, le roi de Suède Charles X Gustave prend possession des lieux. Toutefois la forteresse a perdu son importance stratégique : elle ne défend plus de frontière. Le premier gouverneur suédois du comté est Harald Stake.

### Le château suédois (1658–1789)
En 1676, le Norvégien Ulrik Frederik Gyldenløve tient le siège du château sans succès. Deux ans après, il attaque de nouveau à la tête d'une armée de dix à quinze mille hommes. C'est la dernière bataille que connaît le château. Du 25 mai au 22 juillet 1678, la garnison finno-suédoise subit une canonnade nourrie au bout de laquelle seuls quatre cents soldats sont en état de combattre. Le château résiste à l'assaut mais il a besoin de plusieurs dizaines d'années de réparation.
Au cours du XVIIIe siècle, le château tombe à l'abandon. La ville de Kungälv quitte l'île et se reconstruit sur le continent au nord du château. La résidence du gouverneur du comté est transférée à Göteborg ; la plupart des canons sont retirés du château lors de la guerre avec la Norvège.
L'humidité et le froid dans ses murs deviennent insupportables, ainsi en 1783 la garnison quitte le château. Six ans plus tard, on abat la plupart des bâtiments.

### Le déclin (1789–1898)
Le vent et la pluie abiment le château durant tout le XIXe siècle, causant des dégâts irréparables aux murs déjà dégradés. Au début du siècle, il est question d'aménager un moulin dans la grosse tour Fars hatt. Le projet n'aboutit pas ; les représentations du château du XIXe siècle montrent la tour sans moulin.
En outre, les habitants de Kungälv reçoivent la permission d'utiliser les pierres des ruines pour bâtir la ville. Dans le vieux Kungälv, on peut toujours voir des fondations ou des murs en pierres provenant du château médiéval.
Avec le temps les pillages cessent, mais les intempéries poursuivent leur action ravageuse. À la fin du XIXe siècle, le site est entièrement recouvert par de grands tas de terre et de gravats, les murs restants sont extrêmement endommagés.

### La restauration (à partir de 1898)
En 1898, l'administration suédoise chargée des fortifications effectue quelques travaux préventifs sur les ruines afin de sauver le peu qu'il reste. C'est en 1925 que le Conseil national des bâtiments publics suédois prend sous sa responsabilité les ruines du château.
Des restaurations et fouilles importantes sont entreprises pendant les années 1920 et 1930. Les recherches historiques sont menées par l'architecte norvégien Gerhard Fischer.
Les ruines reprennent de leur importance lorsque les cours intérieures et extérieures sont débarrassées d'une couche de débris épaisse de trois mètres.
Après la fin de la Seconde Guerre mondiale, de nombreux travaux désordonnés de restauration et consolidation des bâtiments sont entrepris. En 2005, les restes placés sous la protection du Statents Fastighetsverk (les monuments historiques suédois) ont aujourd'hui besoin d'être préservés et restaurés.

## Le nom
La forteresse de Bohus est construite sur « l'île de la forteresse » (Fästingsholmen) au sein de la séparation du Göta älv en deux fleuves le Göta älv et le Nordre älv. À l'origine, cette île s'appelait Bagaholmen, c'est-à-dire « l'île de Baga ». Le château prit ce nom, il s'appelait alors Bagahus, c'est-à-dire la « maison de Baga » qui se transforma plus tard en Baahus, Båhus ou Bohus (cette dernière orthographe étant celle utilisée actuellement). Ces trois formes ont sensiblement la même prononciation en suédois, norvégien ou danois.

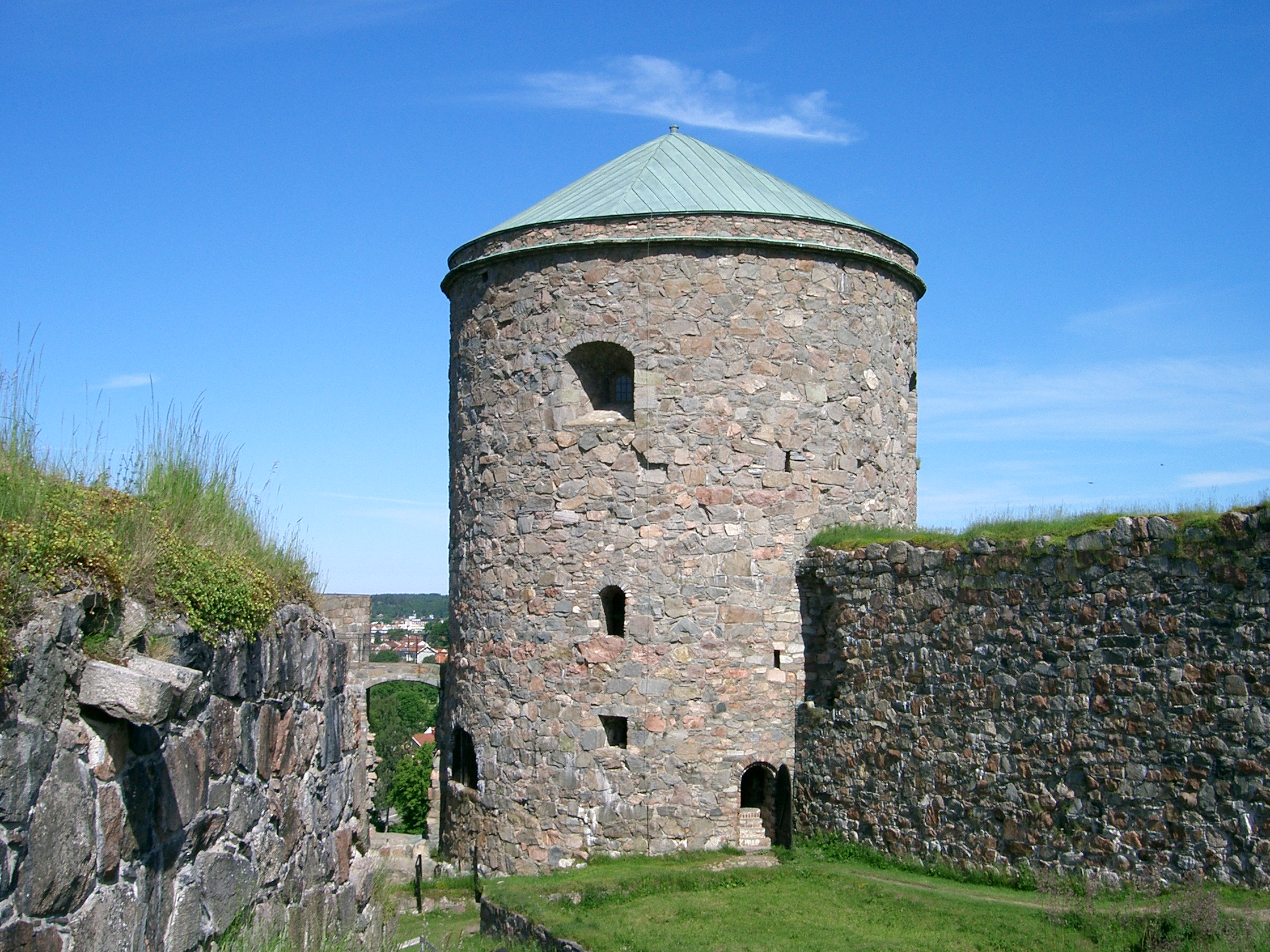
L'unique tour debout en 2005 : Fars hatt, le chapeau de papa
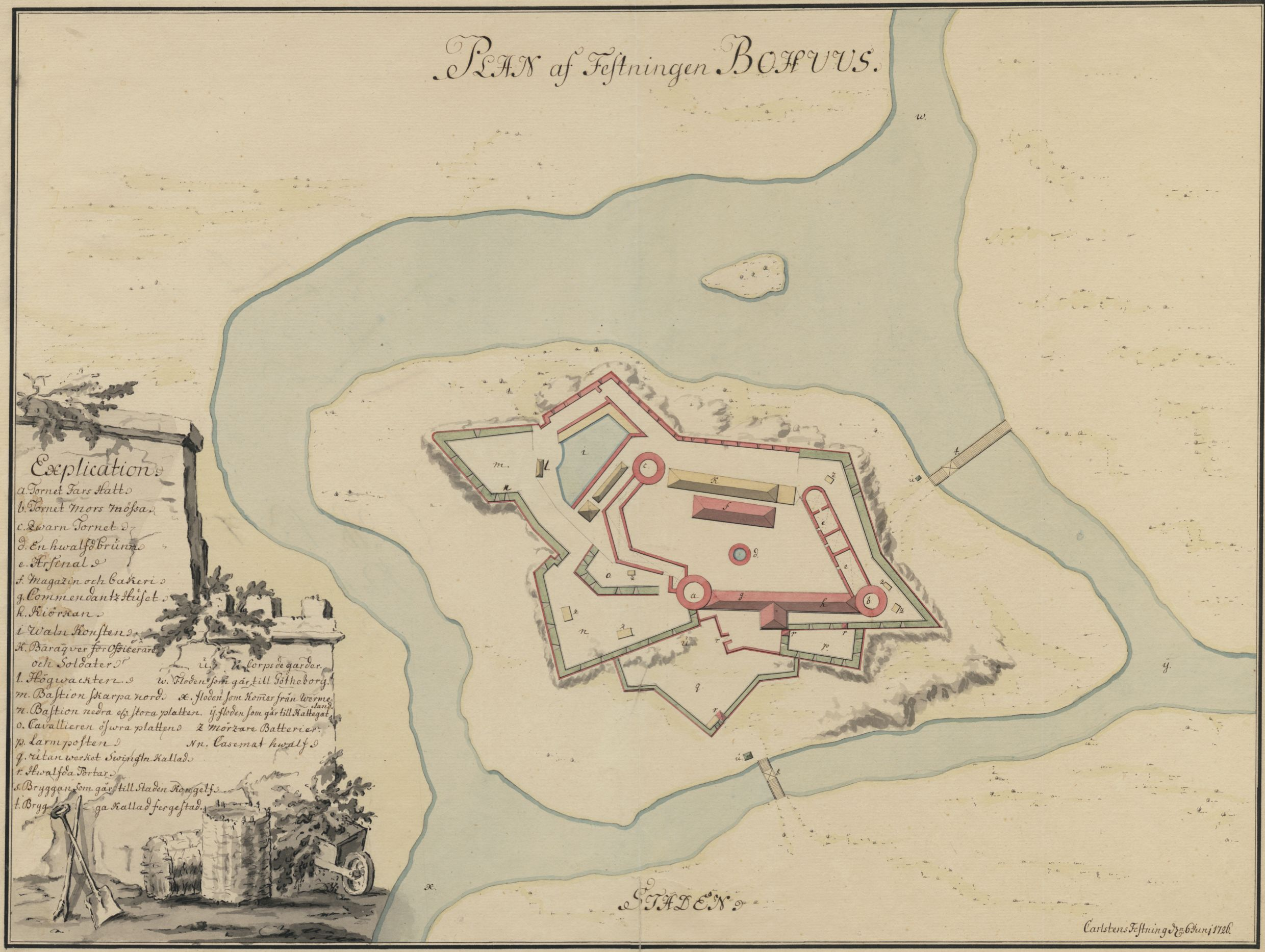
Le château de Bohus, vers 1726 (Ce dessin étant une copie faite vers 1790)
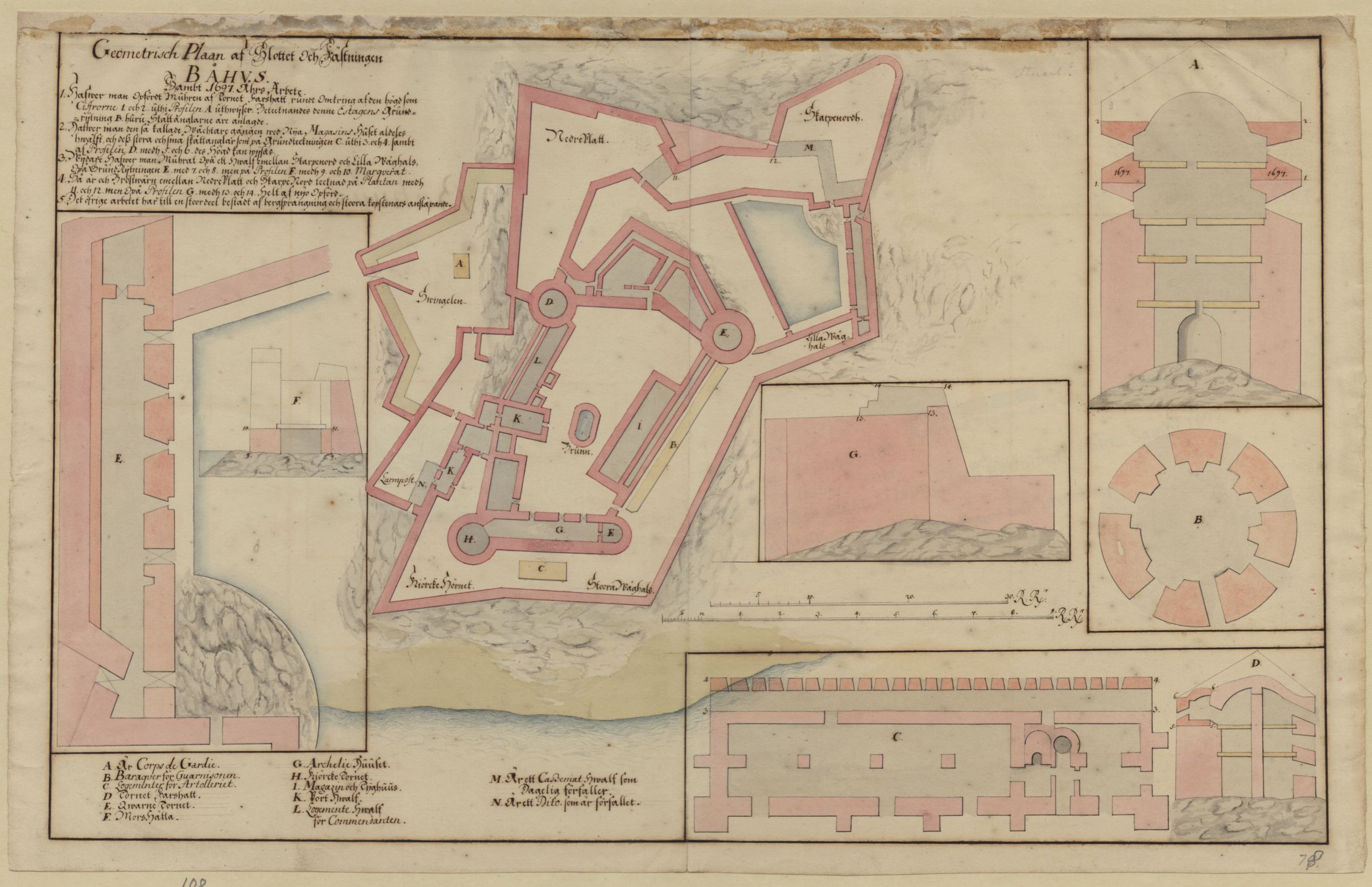
Détails du plan de la forteresse reconstruite en 1697